# Атаманюк Іван
Атаманюк Іван (1919, с. Соколів, нині Теребовлянського району Тернопільської області — 1967, Австралія) — український педагог, громадський діяч у діаспорі.
Після Другої світової війни — в Англії, вчитель в українських школах, виховник у Спілці української молоді (СУМ).
У 1953 році виїхав в Австралію.
Входив до керівництва органів ОУН, Антибільшовицького блоку народів, СУМ та Ліги визволення України.